# أليكس فان ديك
أليكس فان ديك (بالإنجليزية: Alex Van Dyke)‏ هو لاعب كرة قدم أمريكية أمريكي، ولد في 24 يوليو 1974 في ساكرامنتو في الولايات المتحدة.

## وصلات خارجية
- أليكس فان ديك على موقع مرجع كرة القدم المحترفة.كوم (الإنجليزية)
- أليكس فان ديك على موقع كلية كرة القدم في سبورتس رفرنس.كوم (الإنجليزية)